# Domsdorf (Forst (Lausitz))
Domsdorf, niedersorbisch Domašojce, ist ein Wohnplatz der Stadt Forst (Lausitz) im Landkreis Spree-Neiße in Brandenburg. Bis 1940 war Domsdorf eine eigenständige Gemeinde. Der Ort gehört zum amtlichen Siedlungsgebiet der Sorben/Wenden.

## Lage
Domsdorf liegt in der Niederlausitz, etwa vier Kilometer südwestlich der Altstadt von Forst. Umliegende Ortschaften sind die zur Kernstadt von Forst gehörenden Dörfer Noßdorf im Norden, Mexiko im Nordosten, Keune im Osten, die zur Gemeinde Groß Schacksdorf-Simmersdorf gehörenden Ortsteile Groß Schacksdorf im Süden und Simmersdorf im Südwesten sowie Groß Jamno im Nordwesten.
Domsdorf liegt an der Malxe. Durch den Ort verläuft die Kreisstraße 7109 von Forst nach Groß Schacksdorf. Unmittelbar südlich des Dorfes verläuft die Bundesautobahn 15, deren Anschlussstelle Forst liegt etwa zwei Kilometer entfernt.

## Geschichte
Der Ort wurde erstmals im Jahr 1465 als Domdorff (nach anderen Quellen 1463 als Domßtorff) urkundlich erwähnt. Der Name leitet sich von dem niedermitteldeutschen Personennamen „Domes“ ab. Laut Ernst Eichler kann der Ortsname auch von der niedersorbischen Version „Domaš“ abgeleitet sein. Für das Jahr 1487 ist der Ortsname Domisdorf überliefert.
1814 hatte Domsdorf 70 Einwohner, diese hatten eine Schatzung von 1200 Gulden an die Herrschaft Pförten abzugeben. Bis 1815 gehörte Domsdorf zum Gubenischen Kreis im Königreich Sachsen. Als Folge des Wiener Kongresses musste Sachsen einen Teil seines Gebietes, zu dem auch Domsdorf gehörte, an das Königreich Preußen abtreten. Dort war das Dorf Teil des Landkreises Sorau (Lausitz) im Regierungsbezirk Frankfurt in der Provinz Brandenburg.
Am 1. April 1940 wurde Domsdorf zusammen mit den damaligen Gemeinden Eulo, Keune und Noßdorf in die kreisfreie Stadt Forst eingemeindet und schied somit aus dem Landkreis Sorau (Lausitz) aus. Nach dem Zweiten Weltkrieg lag Domsdorf zunächst in der Sowjetischen Besatzungszone und ab Oktober 1949 in der DDR. Am 1. Juli 1950 wurde der Ort mit der Stadt Forst in den Landkreis Cottbus eingegliedert. Bei der am 25. Juli 1952 in der DDR durchgeführten Kreisreform wurde die Stadt Forst mit ihren Ortsteilen dem neu gebildeten Kreis Forst im Bezirk Cottbus zugeordnet. Nach der Wende wurde der Kreis Forst in Landkreis Forst umbenannt, zur Kreisreform im Dezember 1993 wurde der Landkreis Forst mit drei weiteren Landkreisen zum neuen Landkreis Spree-Neiße vereinigt.

## Bevölkerungsentwicklung
| 1875 | 100 | 1910 | 148 | 1933 | 118 |
| 1890 | 130 | 1925 | 129 | 1939 | 331 |